# 香港太空館天文公園

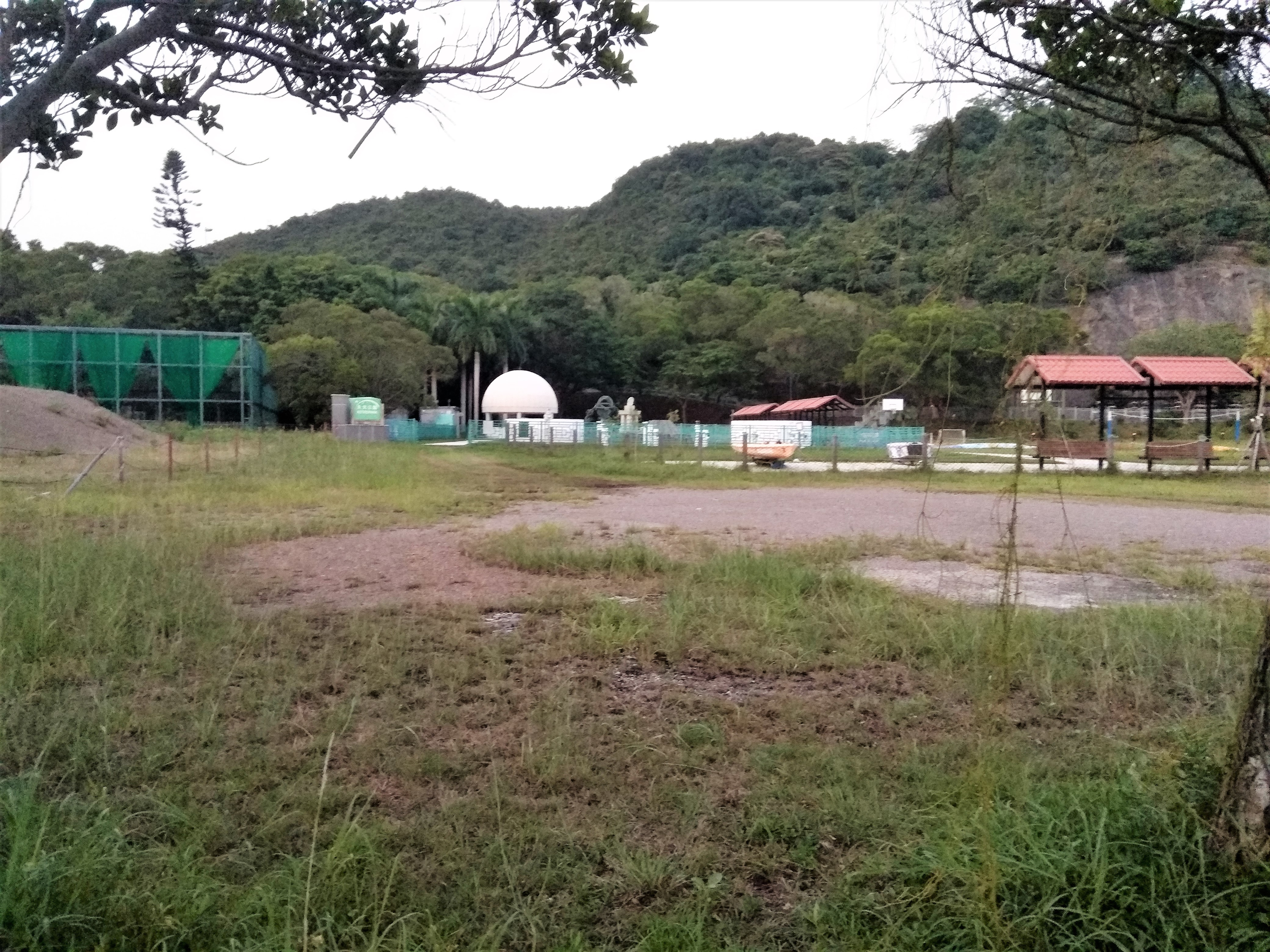
香港太空館天文公園

香港太空館天文公園（英語：Hong Kong Space Museum Astropark）是香港一個以天文為主題的主題公園，位於新界西貢區萬宜水庫西壩上的創興水上活動中心，面積約1,200平方米。花園工程耗資300萬港元興建，於2010年1月30日由香港太空館首任總館長廖慶齊擔任開幕嘉賓。

## 設施
香港天文公園劃分為3個主題區域：天文研習區、肉眼觀測區和望遠鏡觀測區。
- 天文研習區：展示8件中國古代天文儀器（渾儀、星晷、月晷、仰儀、圭表、赤道式日晷、地平日晷及正方案）的複製品，並設有人體日晷，供參觀者透過自己的影子對應地面標示得知當時時間；公園內有一座涼亭，若多雲時亦可供參觀者於其內觀賞模擬人造星空或避雨。

- 肉眼觀測區：設有數張斜背觀星座椅，供參觀者躺坐舒適地觀賞星空。

- 望遠鏡觀測區：設有5台可轉動的20×80雙筒望遠鏡供參觀者夜間觀測天體，設有10個望遠鏡柱墩，供自備望遠鏡與赤道儀的參觀者作腳架使用，並且有兩個簡易手動赤道儀供自備相機的參觀者接駁用以追蹤拍攝星野之用。

## 開放時間
香港太空館天文公園全天候開放。

## 外部連結
- 香港天文公園主頁 （页面存档备份，存于）